# Weatherwax-Gletscher
Der Weatherwax-Gletscher ist ein Kargletscher im ostantarktischen Viktorialand. In den Kukri Hills fließt er aus einem 800 m hoch liegenden Bergkessel südlich des Mount Barnes zu einer auf Felsenkliffs endenden, schmalen Gletscherzunge 200 m oberhalb des New Harbour.
Das Advisory Committee on Antarctic Names benannte ihn 2000 nach dem US-amerikanischen Physiker Allan T. Weatherwax von der University of Maryland, der in zehn Feldforschungskampagnen zwischen 1988 und 1999 Untersuchungen der Atmosphäre, Ionosphäre und Magnetosphäre auf der McMurdo-Station und der Amundsen-Scott-Südpolstation durchgeführt hatte.